# 漢江 (韓國)
漢江（：／ Hangang */?）是朝鮮半島一條主要河流，也是朝鮮半島上第四長的河流，僅次於鴨綠江、洛東江和圖們江。漢江由源於大韓民國大德山（又名太白山）的南漢江和源於北朝鮮金剛山的北漢江（金剛江）組成，兩條主要河流在京畿道匯合後稱為漢江，流經首爾，最後注入黃海（韓國稱西海）江華灣。漢江河口擁有廣泛的海灘，在那裡可見沿海的朝韓非軍事區（非武裝地帶）。
漢江及其周圍地區在韓國歷史上具有重要地位，在朝鮮三國時代各國都努力想控制這片土地，將這裡的河流當作經黃海往中國的貿易路線。目前漢江已不再積極用於航運，因為韓戰之後在漢江與臨津江匯流後位於金浦市及仁川江華島以北的下游成為朝韓分界的「三八線」，禁止任何平民進入，且朝韓兩國各自在黃海劃設海上分界線。

## 名稱
漢江在朝鮮歷史上曾有許多不同名稱。漢四郡時期與朝鮮三國時代早期稱漢江為「帶水」（대수），高句麗稱其為「阿利水」（아리수），百濟稱其為「鬱裡河」（울리하），而新羅則稱其為「泥河」（이하）。「汉江」一词原指「大江」，其中「大」（한）被音譯為汉字「汉」；「汉城」一词也指「汉江边的城市」而非「汉族的城市」。

## 流域
漢江總長（含支流南漢江和北漢江）約494公里。雖與世界上其他河流相比並不算特別長，但以其長度而言其河道卻相當寬廣——在首爾市段其河道超過1公里寬。韓國建造的許多大型水壩對漢江流域水流量影響巨大——漢江最低與最高流量比例為1:390，作為對比泰晤士河及萊茵河分別為1:8和1:18。

## 歷史
漢江在韓國歷史上扮演相當重要的角色，從石器時代就已經有人類居住在此。百濟王國第一個認識到它的戰略意義，將漢江作為一條連接朝鮮半島中西部地區與黃海的主要水道，因為河流附近的沖積平原相當肥沃，相較之下半島山區較為貧瘠。
位於首爾南邊的南漢山城被認為是百濟國王早期的首都。在高句麗長壽王 （413年－491年）統治期間，高句麗從它的競爭對手百濟奪取漢江的西部地區。這個地區在隨後的幾十年中發生許多戰爭，直到百濟在551年與新羅合作，百濟才完全控制漢江流域。但是新羅在553年與百濟結束合作關係，奪取漢江流域，隨後更進一步來統治朝鮮半島。
隨著百濟和高句麗的滅亡，668年，統一新羅首先完全控制漢江流域地區，隨後受到高麗王朝（918年－1392年）的統治，最後則是成為朝鮮王朝（1392年－1910年）的一部份。在李氏朝鮮時期，漢江成為新首都漢陽（今首爾）的主要航道。
近代漢江大部流域位於南方的韓國一帶、少部支流位於北方的朝鮮境內，其下游直到進入黃海的河口在韓戰後成為劃分大韓民國和朝鮮民主主義人民共和國的界線。
在大韓民國建國的初期，因為經濟發展使得漢江受到嚴重的污染，新興產業和貧困民眾把它作為一個排泄垃圾的管道。雖然它不再具有貿易或運輸的重要地位，但在過去的十年中，大韓民國政府努力清理垃圾，將其轉型成結合生態、市民休憩的基地。
韓國在1988年舉行的漢城夏季奧運會在漢江舉辦賽艇帆船比賽。
韓國自1992年起就开工，挖掘一條運河在仁川連接漢江與黃海。這條18公里長的京仁運河將在首爾金浦市附近與漢江連接以通往仁川。这一工程历经20年波折，终于在2012年5月25日竣工。它可以容納大型貨櫃船與郵輪。

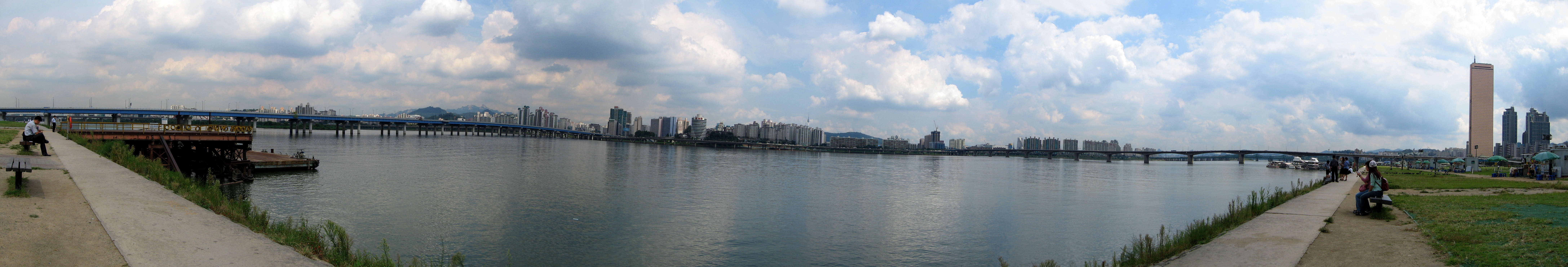
流經首爾的漢江

## 图集

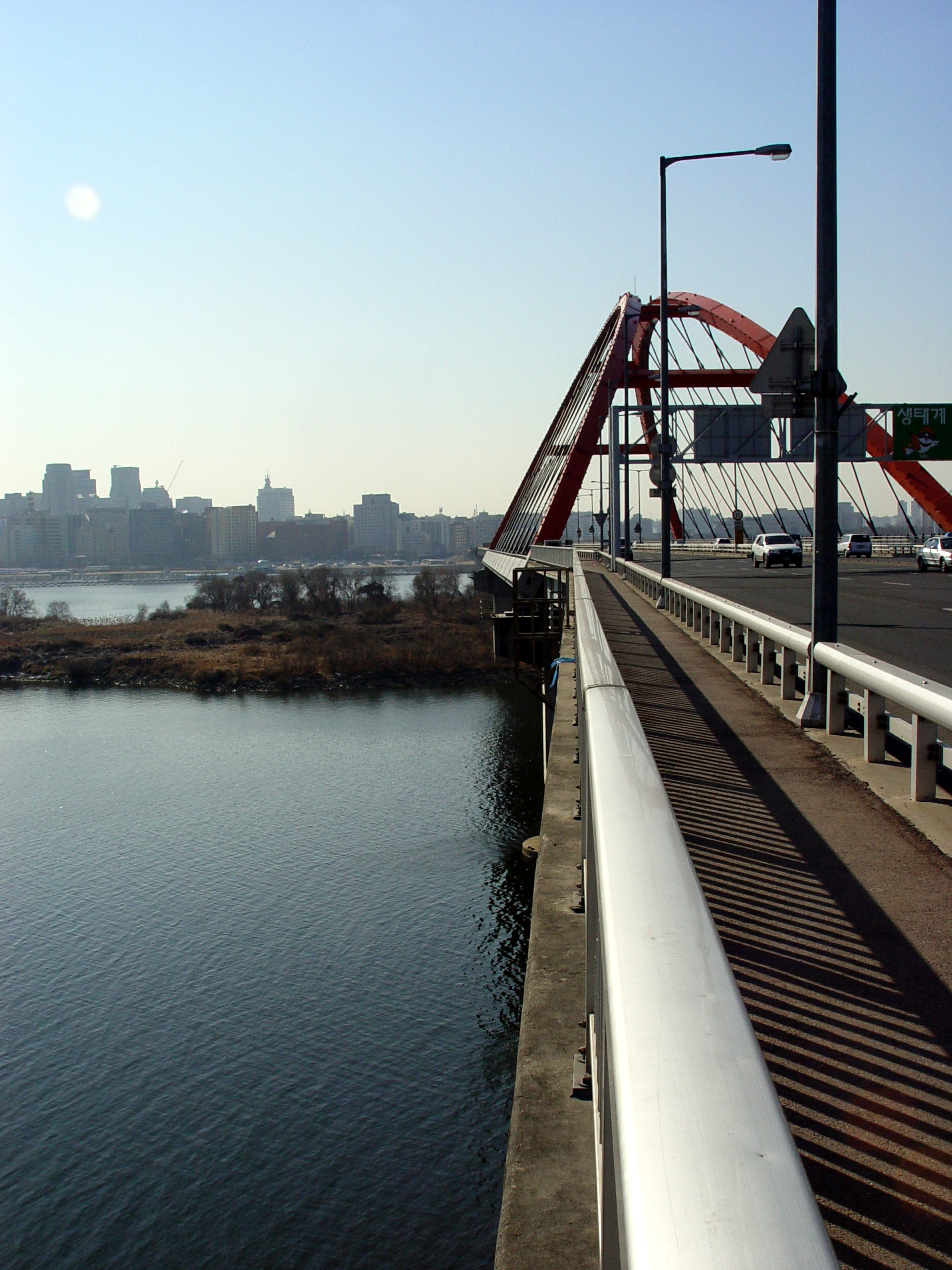
西江大桥
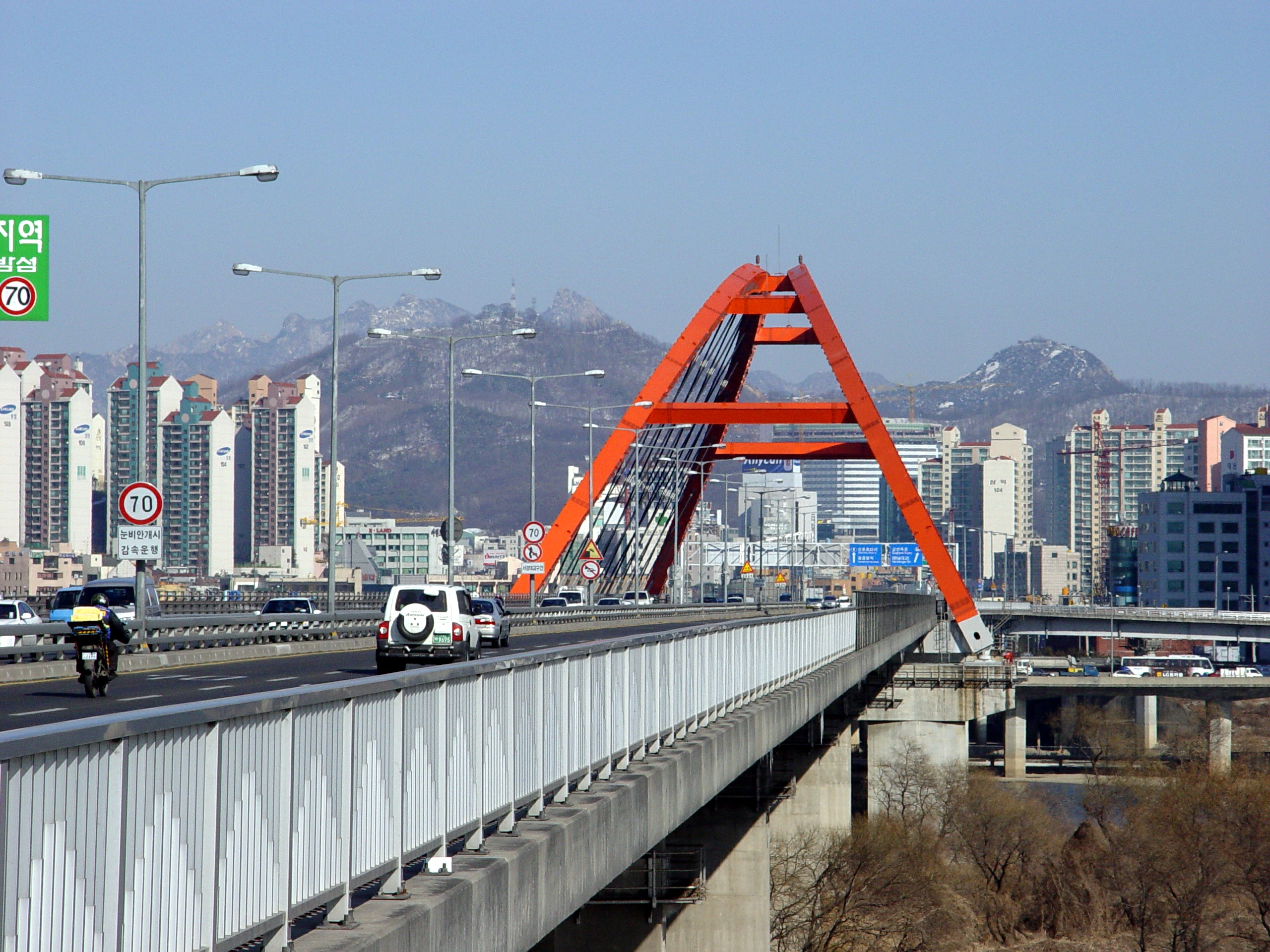
西江大桥
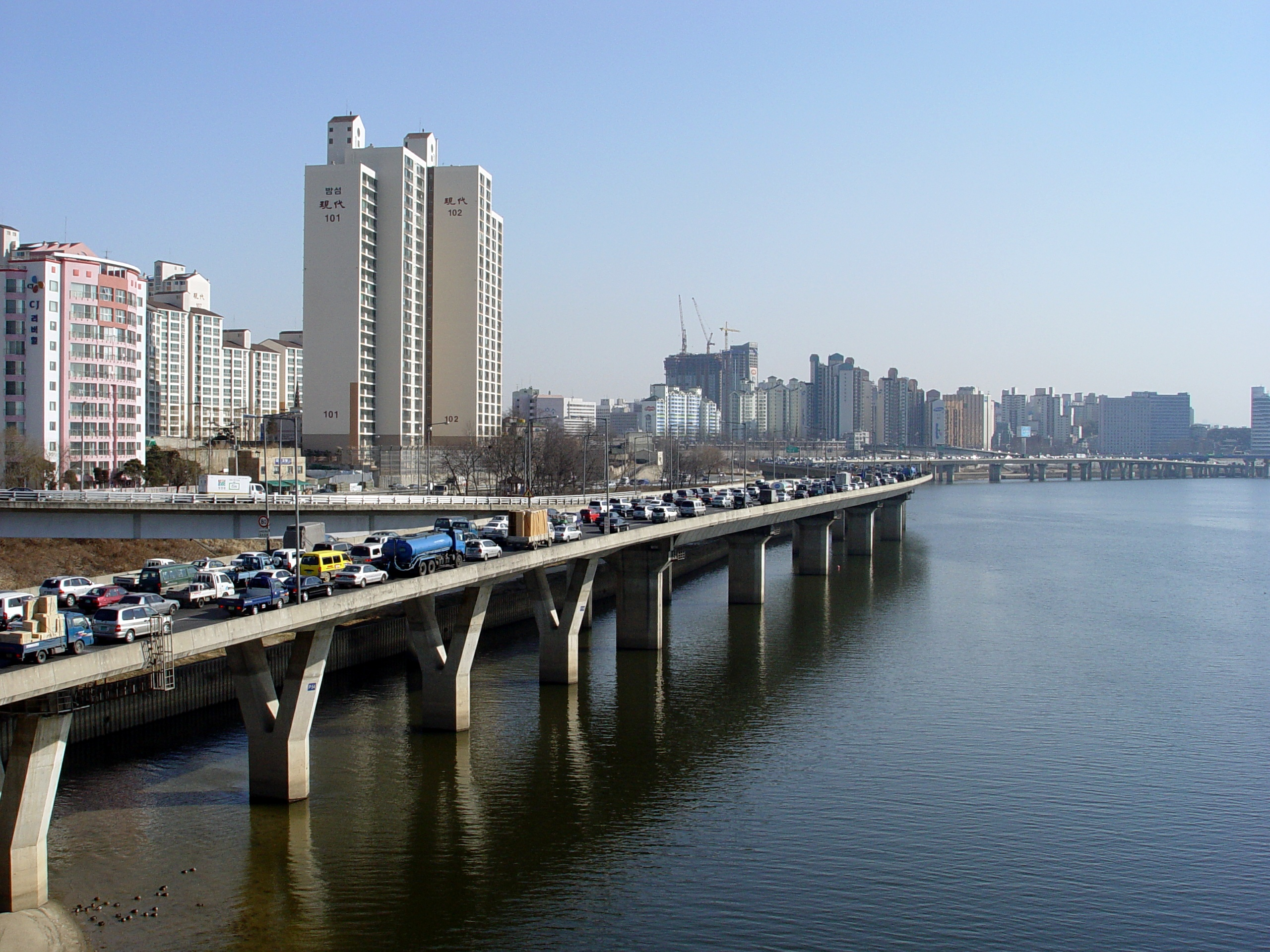
江邊北路 平常交通状况
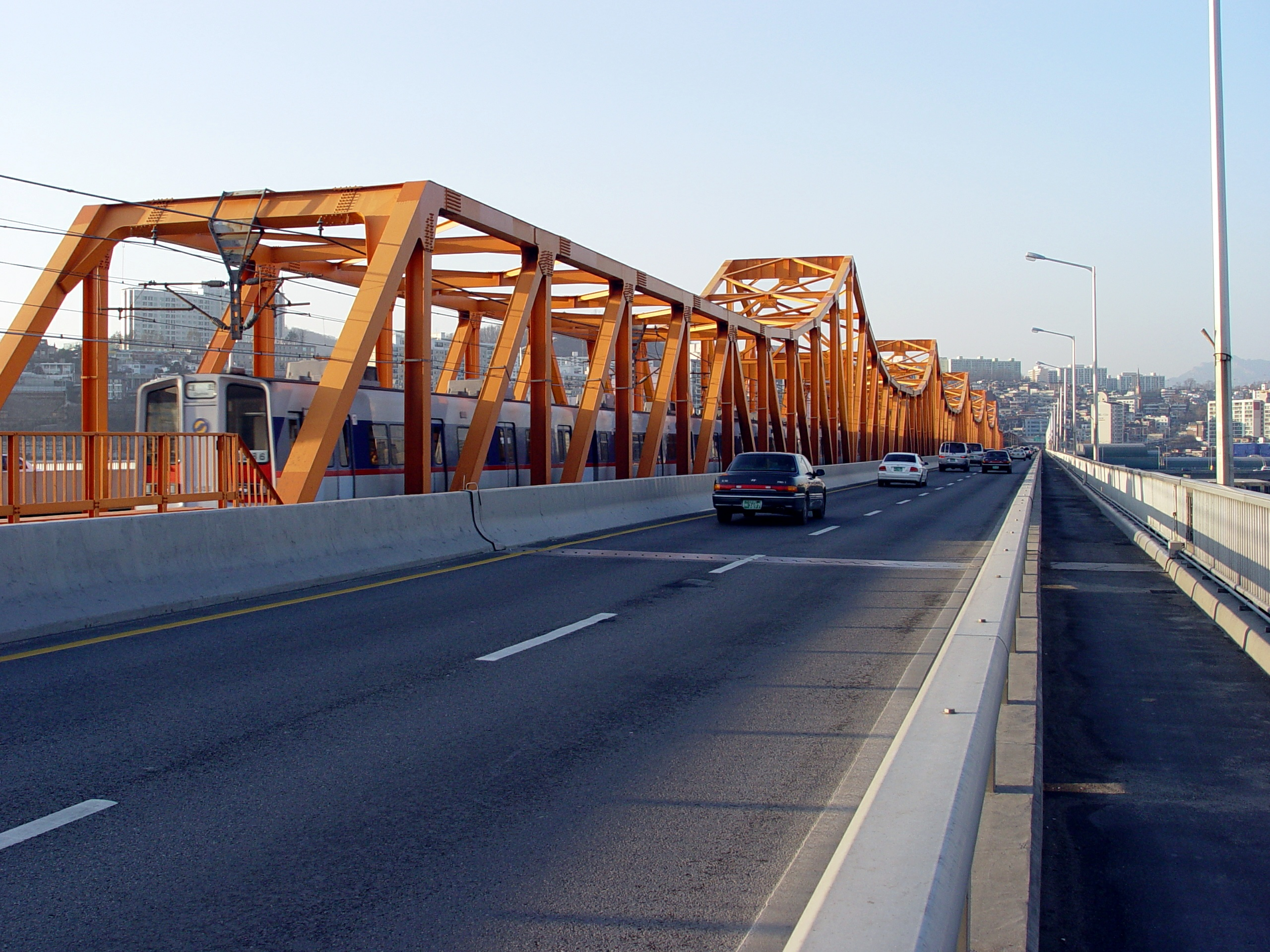
东湖大桥
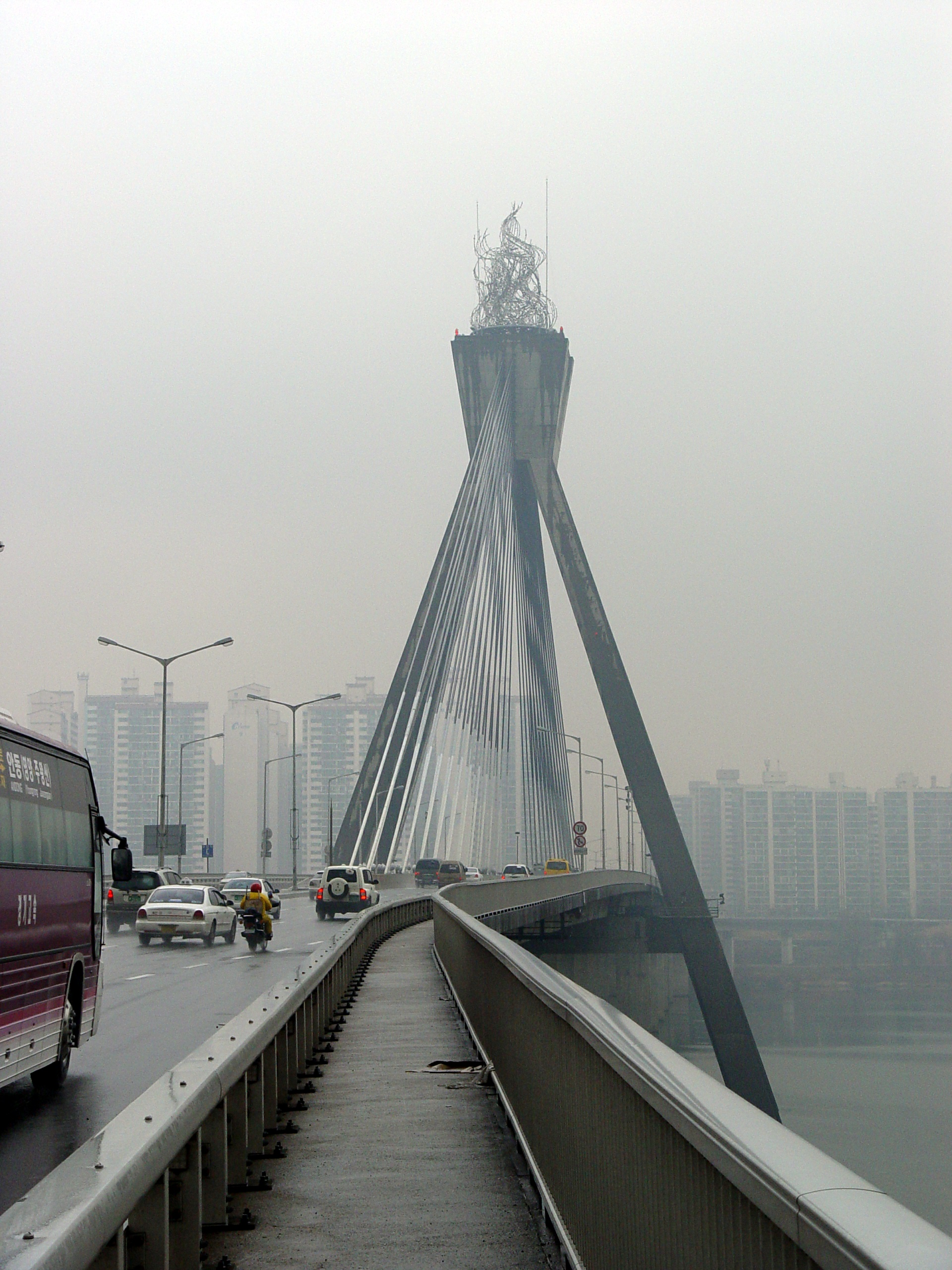
奥林匹克大桥
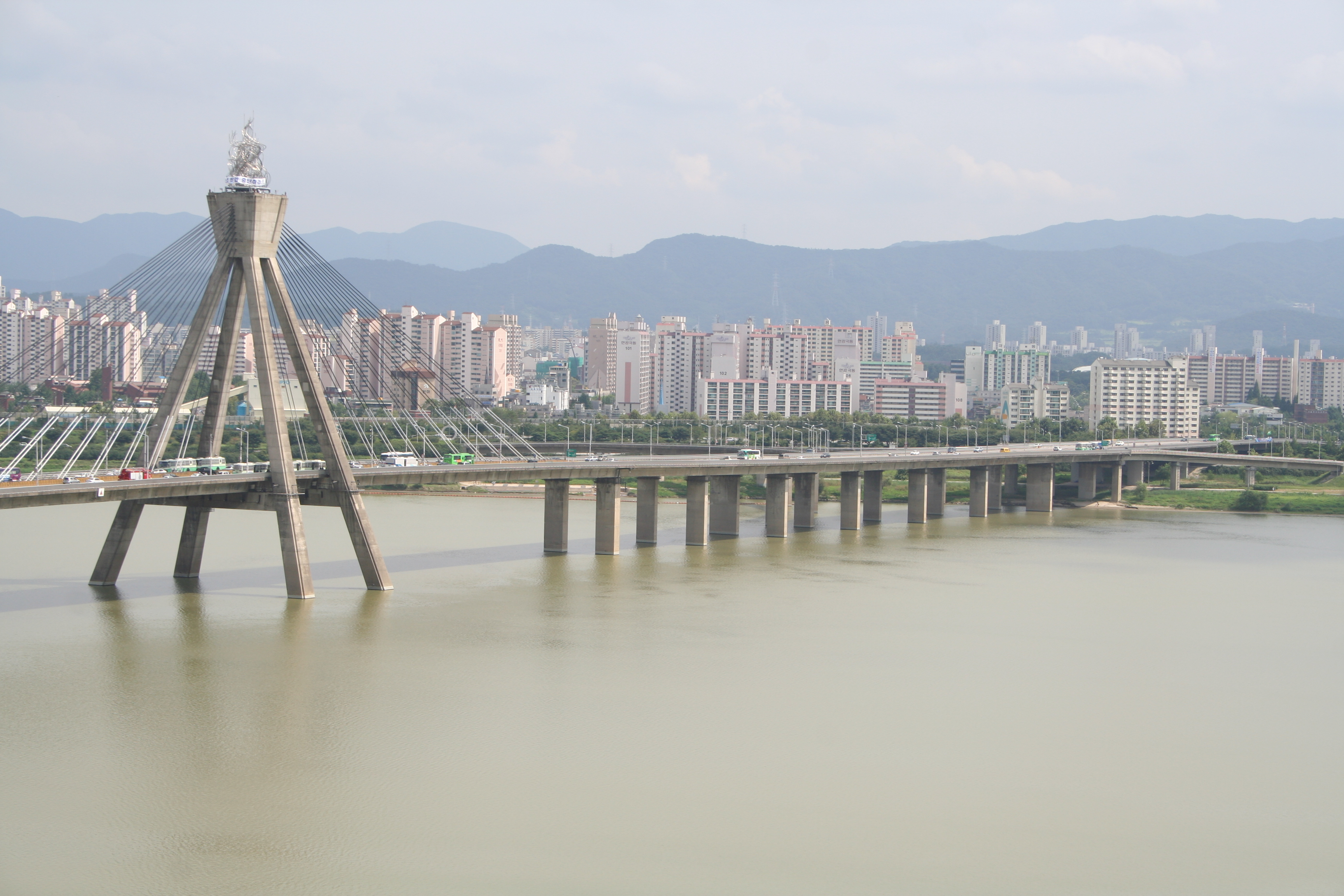
奥林匹克大桥
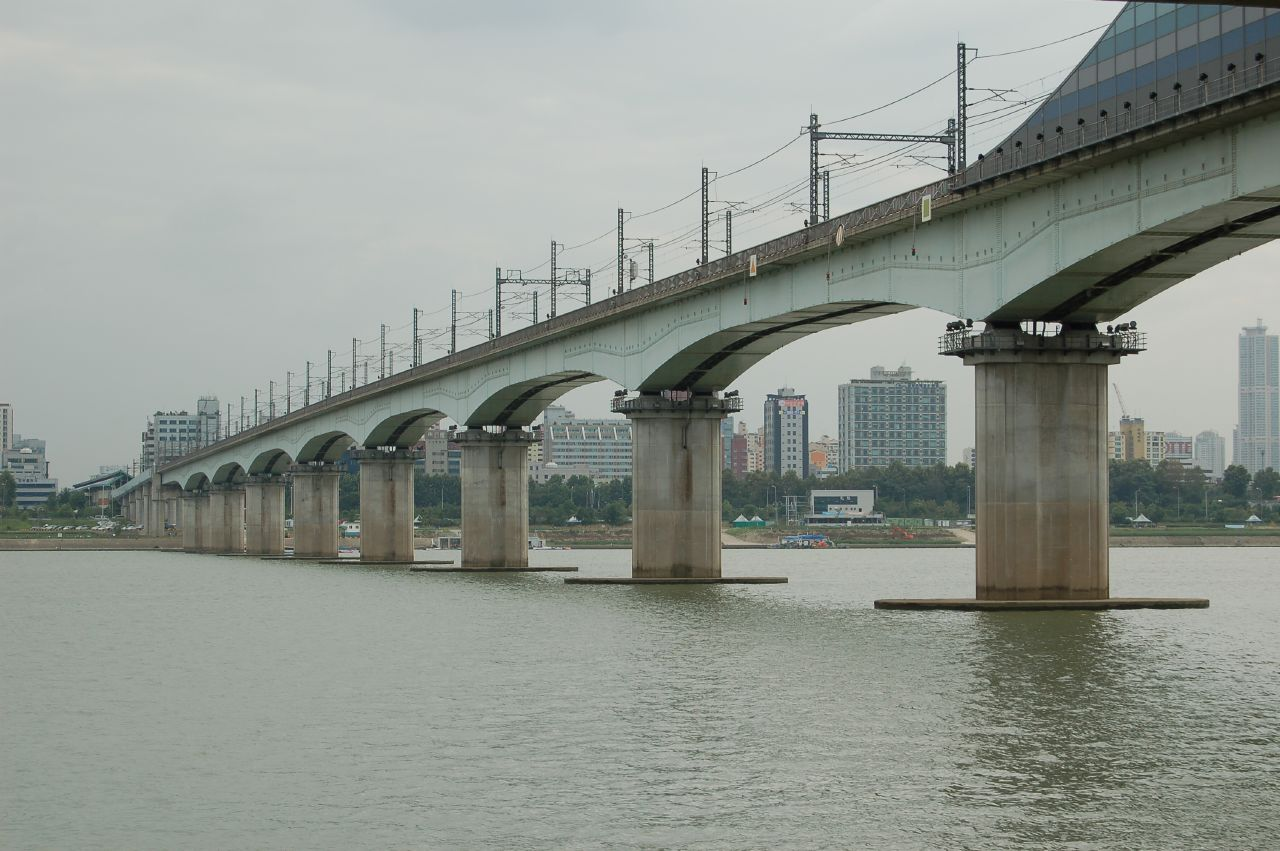
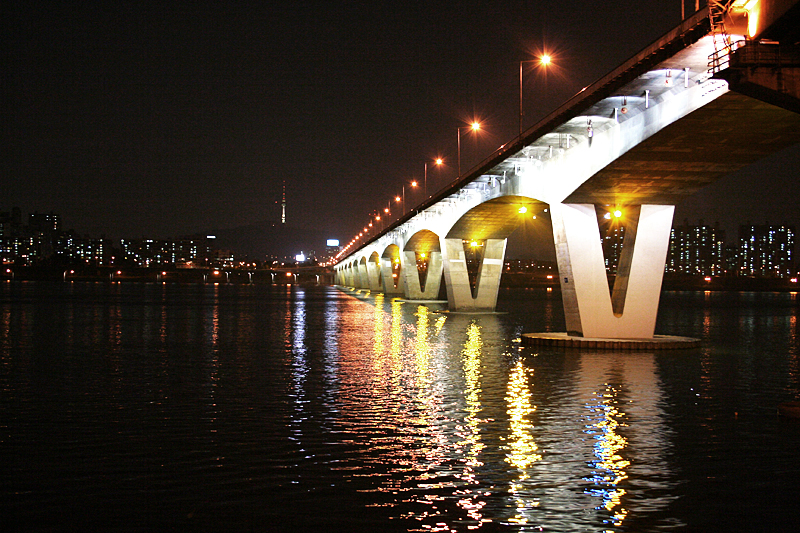

## 外部連結
- 漢江市民公園 網站有「漢江的故事」（한강이야기）的選項提供訪客來點選，裡面有關於漢江的歷史、發源地及文化遺跡等各項內容。
- （中文）首尔旅游网：汉江公园介绍與仙游岛公园。
- Korea Times article on the river's modern history （页面存档备份，存于）